# Limenitis dominula
Limenitis dominula är en fjärilsart som beskrevs av Heinrich Benno Möschler 1876. Limenitis dominula ingår i släktet Limenitis och familjen praktfjärilar. Inga underarter finns listade i Catalogue of Life.